# Dęby Szlacheckie (kolonia)
Dęby Szlacheckie – kolonia w Polsce położona w województwie wielkopolskim, w powiecie kolskim, w gminie Osiek Mały.